# Patricia Espinosa
Patricia Espinosa Castellano (Città del Messico, 21 ottobre 1958) è una diplomatica messicana, dal 18 luglio 2016 al 16 luglio 2022 segretaria esecutiva della Convenzione quadro delle Nazioni Unite sui cambiamenti climatici (United Nations Framework Convention on Climate Change, UNFCCC).

## Biografia
Dopo gli studi presso il Colegio Alemán Alexander von Humboldt di Città del Messico e un anno ad Ahrensburg, all'epoca Germania Ovest, si è laureata in Relazioni internazionali presso El Colegio de México di Città del Messico e studi post laurea in Diritto internazionale presso l'Istituto di alti studi internazionali e dello sviluppo di Ginevra (Svizzera).
Nel 1981 il primo incarico diplomatico nella missione permanente del Messico presso le Nazioni Unite a Ginevra. Dal 1989 al 1991 ritorna in Messico con l'incarico di Coordinatrice dei consulenti del Sottosegretario agli esteri e dal 1991 al 1993 Direttrice degli organismi internazionali.
Dal 1993 al 1997 è stata distaccata alla missione permanente del Messico presso le Nazioni Unite a New York, dove si è occupata di narcotraffico, diritti umani, sviluppo sociale, avanzamento delle donne e protezione dell'infanzia.
Dal 17 settembre 1996 al 15 settembre 1997 è stata presidente della Terza commissione della 51ª sessione dell'Assemblea generale delle Nazioni Unite.
Dal 1997 al 1999 è stata Direttrice generale delle Organizzazioni e meccanismi regionali americani, Coordinatrice nazionale per il Gruppo di Rio, nella Conferenza ibero-americana e la Conferenza delle Americhe.
Nel 1999, quando il Messico aveva la segreteria pro tempore del Gruppo di Rio, Patricia Espinosa aveva la responsabilità di coordinare i negoziati con l'Unione europea per preparare il vertice dei capi di Stato e di governo dell'America Latina e dei Caraibi-Unione Europea a Rio de Janeiro.

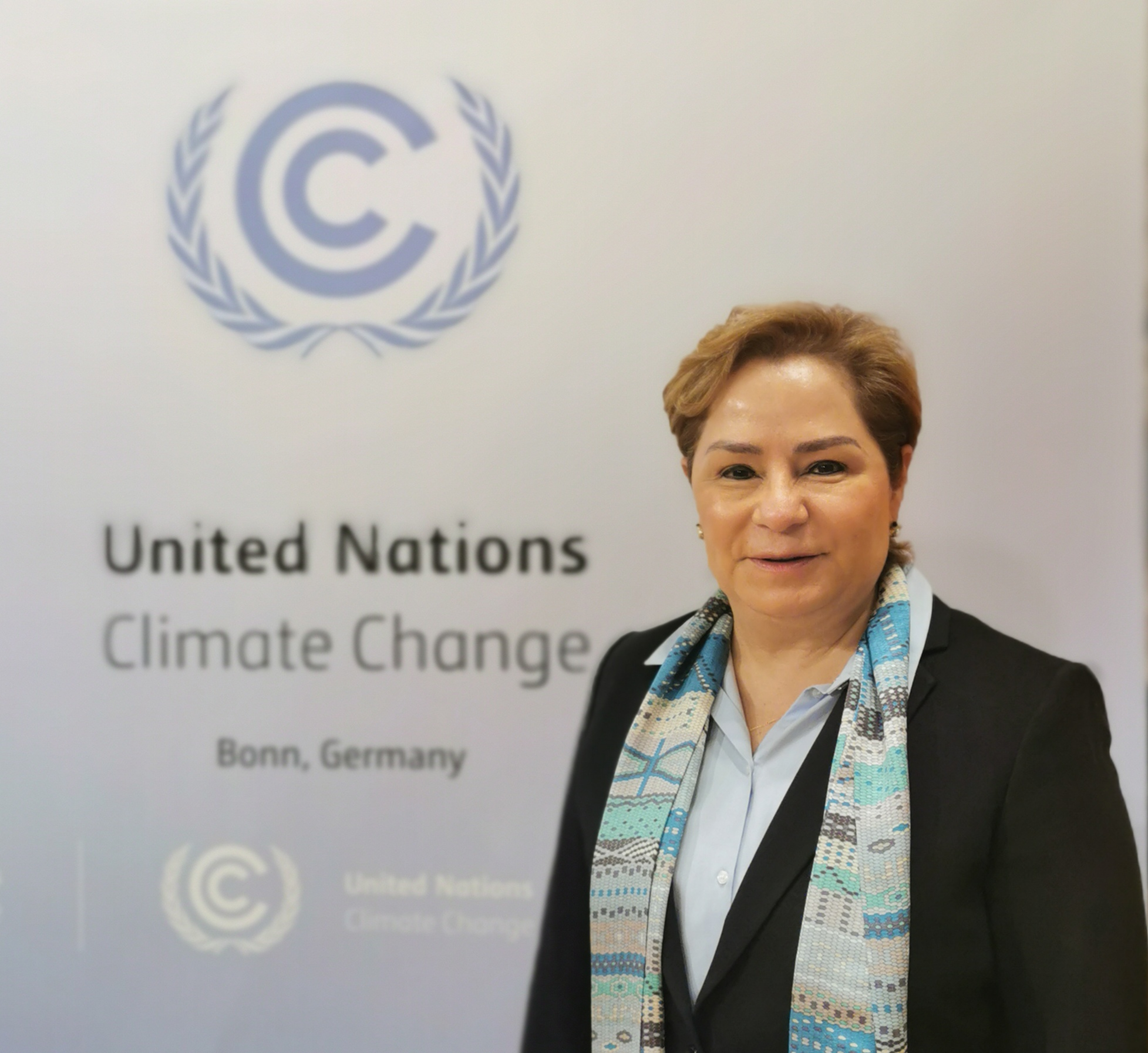
Patricia Espinosa nel 2021

Nominata ambasciatrice nel gennaio 2000, dal 13 gennaio al 21 marzo 2001 è stata presidente dell'Istituto nazionale delle donne, dal 22 marzo 2001 al 5 giugno 2002 ambasciatrice in Germania, dal 6 giugno 2002 al 30 novembre 2006 ambasciatrice in Austria, Slovacchia, Slovenia e rappresentante permanente presso le organizzazioni ONU a Vienna.
Ha fatto parte del governo Felipe Calderón ricoprendo l'incarico di segretaria degli affari esteri dal 1º dicembre 2006 al 30 novembre 2012; come ministra degli esteri ha presieduto la COP16, nota come Accordo di Cancún.
Dal 6 settembre 2013 al 7 luglio 2016 nuovamente ambasciatrice in Germania.
Il 18 maggio 2016 il segretario generale delle Nazioni Unite Ban Ki-moon ha nominato Patricia Espinosa segretaria esecutiva della Convenzione quadro delle Nazioni Unite sui cambiamenti climatici (UNFCCC); l'insediamento è avvenuto il 18 luglio 2016. In questa veste ha partecipato alle Conferenze delle parti (Conferences of the Parties, COP) sul cambiamento climatico. L'incarico è terminato il 16 luglio 2022, dopo due mandati per complessivi sei anni.